# Super Copa da Alemanha de Handebol
A DHB Supercup é uma competição de handebol realizada pela Federação Alemã de Handebol (DHB), a competição é realizada anualmente desde 1994 para os homens e 2008 para as mulheres. O encontro ocorre entre o campeão do Campeonato Alemão de Handebol e o vencedor da Copa da Alemanha de Handebol.

## Finais
Lista atualizada em 2013. 
| Ano  | Data             | Cidade    | Equipes                                         | Resultado  |
| ---- | ---------------- | --------- | ----------------------------------------------- | ---------- |
| 1994 | 17. Agosto 1994  | Koblenz   | THW Kiel (M) - SG Wallau-Massenheim (P)         | 20:24      |
| 1995 | 2. Setembro 1995 | Kiel      | THW Kiel (M) - TBV Lemgo (P)                    | 27:24 n.V. |
| 1996 | 8. Setembro 1996 | Berlim    | THW Kiel (M) - SC Magdeburg (P)                 | 23:26      |
| 1997 | 6. Setembro 1997 | Hamburgo  | TBV Lemgo (M+P) - SG Flensburg-Handewitt (VM)   | 35:33 n.V. |
| 1998 | 6. Setembro 1998 | Koblenz   | THW Kiel (M+P) - TV Niederwürzbach (VP)         | 22:20      |
| 1999 | 19. Agosto 1999  | Hanôver   | THW Kiel (M+P) - TBV Lemgo (VP)                 | 24:25      |
| 2000 | 9. Agosto 2000   | Hanôver   | THW Kiel (M+P) - SG Flensburg-Handewitt (VP)    | 19:20      |
| 2001 | 5. Setembro 2001 | Hanôver   | SC Magdeburg (M) - VfL Bad Schwartau (P)        | 28:25      |
| 2002 | 4. Setembro 2002 | Hanôver   | THW Kiel (M) - TBV Lemgo (P)                    | 26:34      |
| 2003 | 27. Agosto 2003  | Dessau    | TBV Lemgo (M) - SG Flensburg-Handewitt (P)      | 32:28      |
| 2004 | 8. Setembro 2004 | Dessau    | SG Flensburg-Handewitt (M+P) - HSV Hamburg (VP) | 24:25      |
| 2005 | 30. Agosto 2005  | Munique   | THW Kiel (M) - SG Flensburg-Handewitt (P)       | 36:34      |
| 2006 | 22. Agosto 2006  | Munique   | THW Kiel (M) - HSV Hamburg (P)                  | 35:39      |
| 2007 | 21. Agosto 2007  | Munique   | THW Kiel (M+P) - SG Kronau-Östringen (VP)       | 41:31      |
| 2008 | 30. Agosto 2008  | Munique   | THW Kiel (M+P) - HSV Hamburg (VP)               | 33:28      |
| 2009 | 1. Setembro 2009 | Nuremberg | THW Kiel (M+P) - HSV Hamburg (VM)               | 28:35      |
| 2010 | 24. Agosto 2010  | Munique   | THW Kiel (M) - HSV Hamburg (P)                  | 26:27      |
| 2011 | 30. Agosto 2011  | Munique   | HSV Hamburg (M) - THW Kiel (P)                  | 23:24      |
| 2012 | 21. Agosto 2012  | Munique   | THW Kiel (M+P) - SG Flensburg-Handewitt (VM+VP) | 29:26      |

Legenda: M = Campeonato Alemão, P = Copa da Alemanha, VM = Vice do Campeonato Alemão, VP = Vice da Copa da Alemanha

### Mulheres
Lista Atualizada em 2013. 
| Ano  | Data              | Cidade     | Equipes                             | Resultado |
| ---- | ----------------- | ---------- | ----------------------------------- | --------- |
| 2008 | 30. Dezembro 2008 | Koblenz    | 1. FC Nürnberg (M) - HC Leipzig (P) | 30:34     |
| 2009 | 27. Dezembro 2009 | Rotenburgo | HC Leipzig (M) - VfL Oldenburg (P)  | 28:30     |

Legenda: M = Campeonato Alemão, P = Copa da Alemanha, VM = Vice do Campeonato Alemão, VP = Vice da Copa da Alemanha